# Ignambia fascicularis
Ignambia fascicularis är en skalbaggsart som beskrevs av Heller 1916. Ignambia fascicularis ingår i släktet Ignambia och familjen bladhorningar.
Artens utbredningsområde är Nya Kaledonien. Inga underarter finns listade i Catalogue of Life.